# برگانتزه
برگانتزه (به ایتالیایی: Breganze) یک کومونه در ایتالیا است که در استان ویچنزا واقع شده‌است.

## خصوصیات
برگانتزه ۲۱ کیلومترمربع مساحت و ۸٬۶۸۹ نفر جمعیت دارد و ۱۱۰ متر بالاتر از سطح دریا واقع شده‌است.

## خواهرخوانده
شهر هوش (مجارستان) خواهرخواندهٔ برگانتزه هست.